# Usina Nuclear de Gravelines
51° 00′ 55″ N, 2° 08′ 10″ L
A Usina Nuclear de Gravelines é a sexta maior usina nuclear do mundo, a segunda maior da Europa após a Usina Nuclear de Zaporizhia na Ucrânia e a maior na Europa Ocidental. Ela está localizada perto da comuna de Gravelines no Departamento de Nord na França, aproximadamente 20 km (12 mi) de Dunkerque e Calais. A água de refrigeração provêm do Mar Norte. A usina consiste de 6 reatores nucleares originalmente de 900 MW cada, atingindo capacidade total instalada de 5 460 MW juntos devido a atualizações. Em 2006 a usina produziu 38,14 TWh, 8,1% de toda a energia elétrica produzida na França; Dois reatores entraram em serviço em 1980, dois em 1981 e dois em 1985.
A instalação emprega 1 680 empregados regulares. Em 2 de agosto de 2010, ela se tornou a primeira estação nuclear do mundo a produzir mais de mil terawatts-hora de eletricidade.
Os reatores das unidades 5 e 6 originalmente estavam destinadas para exportação para o Irã, mas  a ordem foi canceladas após a Revolução Iraniana em 1979. O seu design, conhecido como CPY foi a base dos reatores CPR-1000 da República Popular da China. Um intermediário derivado é chamado de M310.

## Incidentes
- Em agosto de 2009, durante a troca anual de feixes de combustível no reator-1, um feixe ficou preso na estrutura de manipulação superior, parando as operações e causando a evacuação e isolação do prédio do reator..[5]
- Em 2007, a usina experimento 4 eventos separados que foram qualificados como nível-1 na Escala Internacional de Acidente Nuclear, o mais baixo nível na escala de 7 pontos.
- Em 2006, quando o reator-3 foi colocado offline para a rotina de reabastecimento, foi descoberto que um fio elétrico tinha sido conectado de forma incorreta durante a última falta de energia em 2005. Esse evento também foi classificado como nível 1 na escala INES(de acidentes nucleares).

## Água de refrigeração
A água de refrigeração que retira a energia térmica desperdiçada(retores nucelares só conseguem converter cerca de um terço de toda a energia térmica produzida pelo processo de fissão nuclear e decaimento radioativo) para fora da usina é usada pela comuna local por piscicultores locais que criam robalo e dourado. A água quente ajuda esses espécies a crescerem mais rápido.

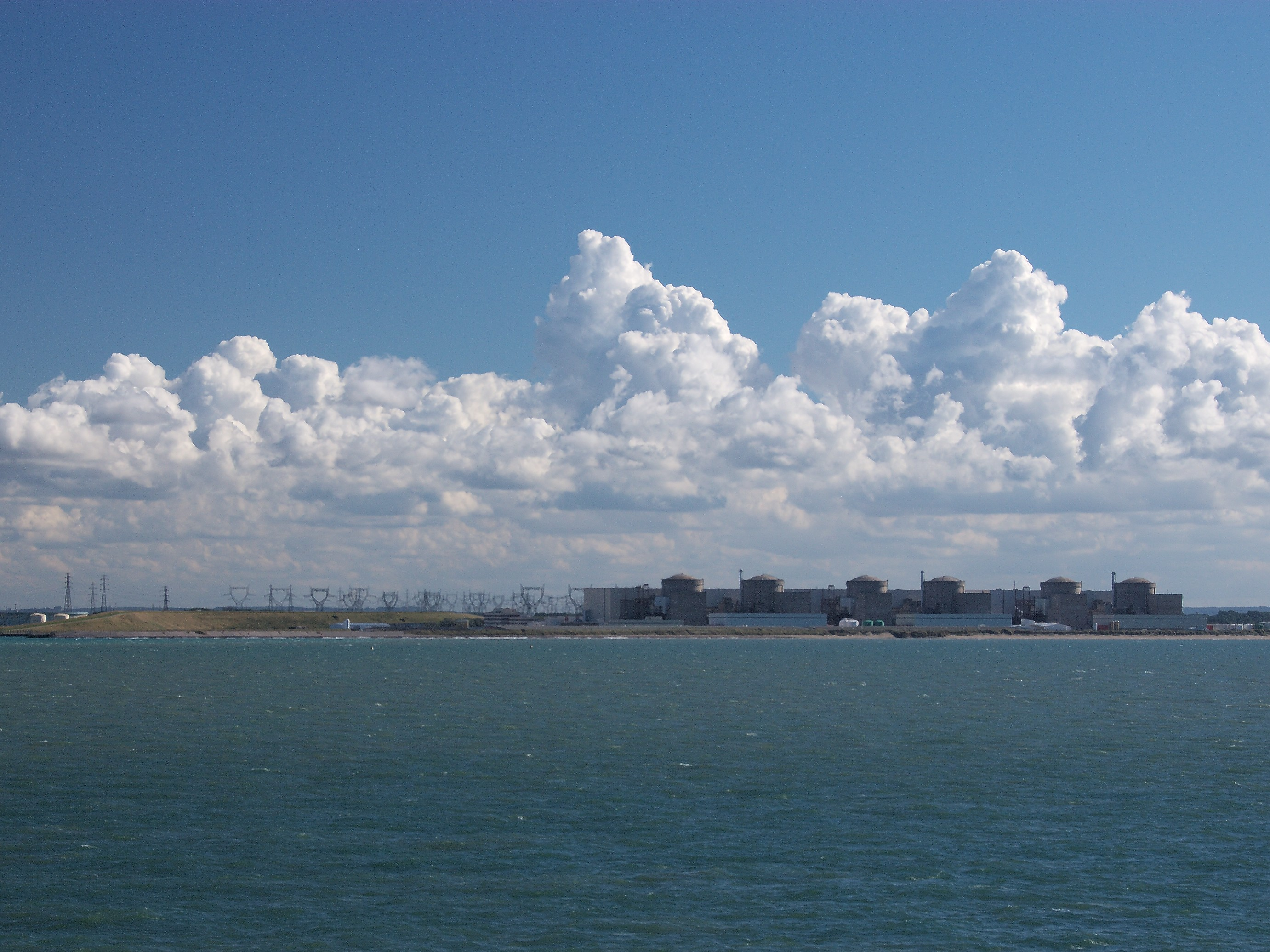
A estação nuclear de longe.